# Reggie Miller

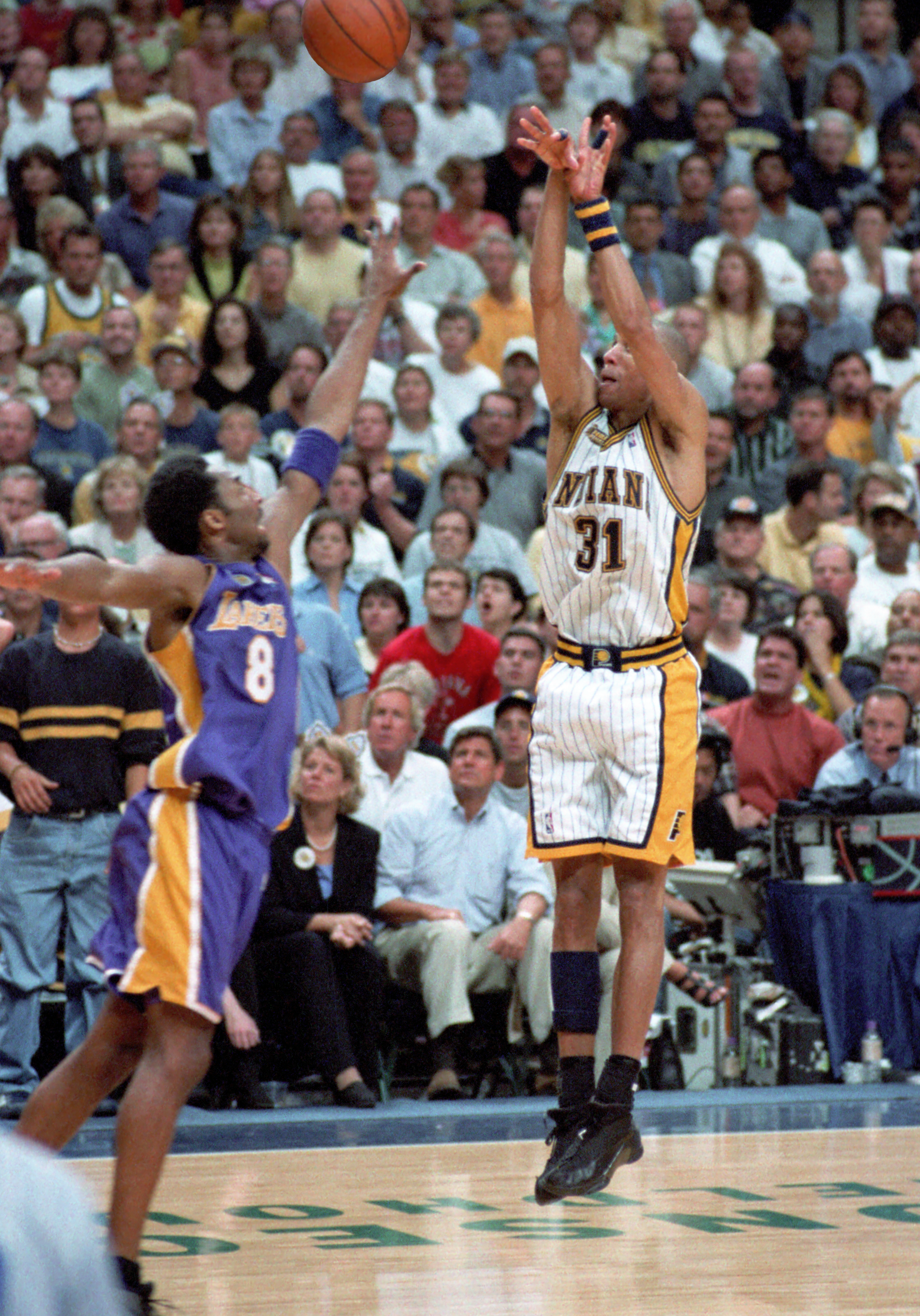
Reggie Miller i NBA-finalen år 2000.

Reginald Wayne "Reggie" Miller, född 24 augusti 1965 i Riverside i Kalifornien, är en amerikansk före detta basketspelare. Reggie Miller spelade i NBA-laget Indiana Pacers under sin 18 år långa karriär (1987-2005) som shooting guard.
Reggie Miller hade rekordet för satta 3-poängare någonsin med 2 560 stycken, ända tills Ray Allen bräckte rekordet 2011. Han var också en av de bästa clutch-spelarna i NBA:s historia, då han ofta avgjorde jämna matcher i sista sekunden.
1994 ingick han i USA:s Dream Team II när de vann guld vid världsmästerskapet, som spelades i Hamilton och Toronto i Ontario i Kanada.